# Andrea Kneppers
Andrea Kneppers (Hartford (Connecticut), 24 februari 1993) is een in de Verenigde Staten geboren Nederlandse zwemster.

## Carrière
Tijdens de Europese kampioenschappen zwemmen jeugd 2008 in Belgrado werd Kneppers uitgeschakeld in de series van de 50, 100 en 200 meter vlinderslag. Samen met Marieke Nijhuis, Maud van der Meer en Sharon van Rouwendaal eindigde ze als achtste op de 4x200 meter vrije slag.
In Praag nam de Nederlandse deel aan de Europese kampioenschappen zwemmen jeugd 2009. Op dit toernooi strandde ze in de halve finales van zowel de 100 als de 200 meter vrije slag en in de series van zowel de 50 meter vrije slag als de 50 meter vlinderslag.
Op de Swim Cup Eindhoven 2012 deed Kneppers samen met Wendy van der Zanden, Rieneke Terink en Saskia de Jonge een poging om de olympische limiet (8.02,30) te zwemmen op de 4x200 meter vrije slag. Het viertal kwam met hun tijd van 8.02,39 net tekort om zich als estafetteploeg te kwalificeren voor de Olympische Zomerspelen 2012 in Londen. 
In de zomer van 2013 vertrok Kneppers naar de Verenigde Staten om te gaan zwemmen en studeren aan de University of Louisville.
Bij haar internationale seniorendebuut, op de Europese kampioenschappen zwemmen 2016 in Londen, werd de Nederlandse uitgeschakeld in de series van de 400 meter vrije slag. Op de 4x200 meter vrije slag veroverde ze samen met Esmee Vermeulen, Robin Neumann en Femke Heemskerk de bronzen medaille.

## Internationale toernooien
| Jaar | Olympische Spelen     | WK langebaan | WK kortebaan  | EK langebaan                            | EK kortebaan |
| ---- | --------------------- | ------------ | ------------- | --------------------------------------- | ------------ |
| 2016 | 14e 4x200m vrije slag |              | 6-11 december | 23e 400m vrije slag · 4x200m vrije slag |              |

## Persoonlijke records
Bijgewerkt tot en met 9 april 2016
Kortebaan
| Afstand         | Tijd    | Datum            | Plaats    |
| --------------- | ------- | ---------------- | --------- |
| 100m vrije slag | 55,37   | 11 december 2011 | Amsterdam |
| 200m vrije slag | 1.58,58 | 11 december 2011 | Amsterdam |
| 400m vrije slag | 4.15,46 | 3 december 2010  | Amsterdam |

Langebaan
| Afstand         | Tijd    | Datum           | Plaats      |
| --------------- | ------- | --------------- | ----------- |
| 100m vrije slag | 55,96   | 9 april 2016    | Eindhoven   |
| 200m vrije slag | 1.58,60 | 6 april 2016    | Eindhoven   |
| 400m vrije slag | 4.14,67 | 6 augustus 2015 | San Antonio |